# 김덕기 (1890년)
김덕기(金悳基, 1890년 ~ 1950년?)는 일제강점기의 고등계 경찰 출신 관료이다.

## 생애
강원도 양양 출생으로,1911년 3월 관립 한성외국어학교 졸업, 16년 동안 평안북도 경찰부의 주임과 고등과장을 역임하면서 만주 독립군을 비롯한 수많은 독립 운동가들을 체포하고 고문했다. 경찰로 근무하면서 독립 운동을 탄압하여 광복 후 반민족행위특별조사위원회에 의해 기소되었고, 최초의 사형 선고를 받은 바 있다.
김덕기가 체포, 송치한 사상범이 1천여 명에 이르며, 이 가운데는 광복군총영 총영장을 지낸 오동진과 의성단 단장을 역임한 편강렬, 참의부의 장창헌, '일목장군' 이진무, 정의부의 김형출 등 유명한 독립 운동가들이 포함되어 있다. 이 중 장창헌과 김형출은 체포하면서 곧바로 직접 사살해 버렸으며, 이진무는 사형 집행, 오동진은 옥사, 편강렬은 옥중 고문으로 병을 얻어 가출옥 중 사망했다.
1923년 의열단이 현직 경찰인 황옥과 함께 계획한 대형 테러 계획을 탐지하여 이를 저지함으로써 경찰 최고의 훈장인 경찰 공로기장을 받는 등 공을 인정 받았다. 1934년 4월에는 쇼와6~9년 사면 조군기장(漎軍記章)과 훈6등 서보장을 받았다. 일제 강점기 말기에는 관료로 중용되어 1942년 평안북도 참여관 및 산업부장, 1943년에는 농상부장에 임명, 1944년 9월 조선철도간선 긴급증강 부산지방연락부 간사를 냈다.
광복 후 소군정과 조선민주주의인민공화국의 친일 인사 탄압을 피해 월남해 있다가 1949년4월 16일 반민특위에 체포되었고, 공판을 통해 7월 1일 사형 선고를 받았다. 그러나 수감되어 있던 중 반민특위가 흐지부지되는 과정에서 이듬해 감형을 받아 풀려났다.

## 사후
2002년 발표된 친일파 708인 명단과 2008년 민족문제연구소에서 친일인명사전에 수록하기 위해 정리한 친일인명사전 수록예정자 명단에 모두 포함되었으며 친일반민족행위진상규명위원회가 발표한 친일반민족행위 705인 명단에도 포함되었다.

## 참고 자료
- 반민족문제연구소 (1993년 3월 1일). 〈김덕기 : 반민자 최초로 사형언도 받은 친일경찰 (이수리)〉. 《친일파 99인 2》. 서울: 돌베개. ISBN 9788971990124.
- 고원섭 (편) (1949). 〈高等警察 金德基와 그 一行들〉. 《반민자죄상기》. 서울: 백엽문화사.